# Yamato sanzan
Yamato sanzan (jap. 大和三山; Die drei Berge von Yamato) ist die japanische Bezeichnung für die drei Berge Miminashiyama (jap. 耳成山), Unebiyama (jap. 畝傍山) und Ama no Kaguyama (jap. 天香久山) nahe der Stadt Kashihara in der Präfektur Nara, Japan, welche im Jahr 2005 zu einem staatlich anerkannten Naturdenkmal erklärt wurden. 

## Yamato sanzan

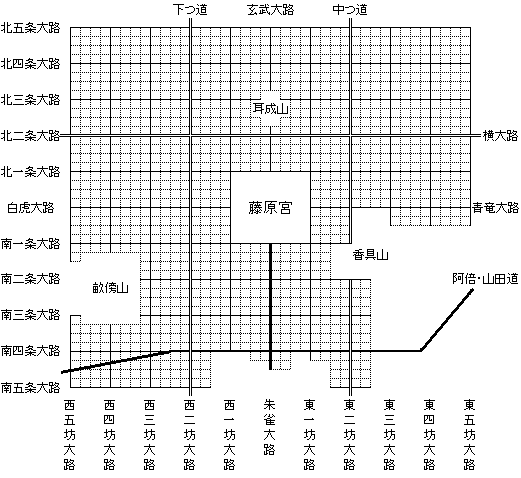
Lage der yamato sanzan im Stadtplan von Fujiwara-kyō.

Die Yamato sanzan befinden sich auf dem Gebiet der historischen Provinz Yamato und bilden zusammen ein Dreieck, dessen Eckpunkte ca. 3 km voneinander entfernt sind. Die drei Berge sind im Süden des Nara-Talkessels in der Asuka-Region gelegen und rahmten einst die erste nach chinesischem Vorbild errichtete Hauptstadt des japanischen Altertums Fujiwara-kyō ein, von wo aus das Land vom Jahre 694 bis 710 regiert wurde. 
Sie werden im Man’yōshū des 8. Jahrhunderts und in anderen historischen Literaturquellen erwähnt.

### Miminashiyama (耳成山)
Koordinaten: 34° 31′ N, 135° 48′ O
Einst im Norden der alten Hauptstadt gelegen, findet er sich im heutigen Stadtviertel Kihara-chō von Kashihara in der Präfektur Nara. Er ist 139,7 m hoch. Seine fast vollkommene Kegelform ist vermutlich darauf zurückzuführen, dass der Berg aus einem längst verloschenen Vulkan bei späterer Absenkung des gesamten Terrains hervorgegangen ist.

### Unebiyama (畝傍山)
Koordinaten: 34° 30′ N, 135° 47′ O
Ein 199,2 m hoher domförmiger Vulkan, einst im Westen der ersten Hauptstadt gelegen, findet sich im Süden des Nara-Talkessels im heutigen Stadtviertel Yamamoto-chō von Kashihara.
Es heißt, bis zur Edo-Periode  hätten auf dem Berg und an seinen Hängen mehr als 70 Tempel gestanden. Heute ist dort noch der Jimyō-ji (慈明寺) zu finden, welcher der buddhistischen Zen-Schule Sōtō-shū angehört. Zudem findet sich dort der Shintō-Schrein Unebiyamaguchi-jinja (畝火山口神社).

### Ama no Kaguyama (auch Ame no Kaguyama;天香具山,天香久山)
Koordinaten: 34° 30′ N, 135° 49′ O
Im Osten der einstigen Hauptstadt Fujiwara-kyō gelegen, ist dieser 152 m hohe, nichtvulkanische Hügel im Südosten der Stadt Kashihara zu finden.